# Penthimia irrorata
Penthimia irrorata är en insektsart som beskrevs av Horvath 1909. Penthimia irrorata ingår i släktet Penthimia och familjen dvärgstritar. Inga underarter finns listade i Catalogue of Life.